# Rubicon
Rubicon foi uma série de televisão americana criada por Jason Horwitch e produzida por Henry Bromell que foi transmitida pela rede de televisão AMC em 2010. O centro da série é sobre um analista de inteligência de Nova York que descobre que pode estar trabalhando com os membros de uma sociedade secreta que manipula eventos mundiais em grande escala. A série é estrelada por James Badge Dale, Jessica Collins, Lauren Hodges, Miranda Richardson, Dallas Roberts, Christopher Evan Welch, Arliss Howard, Michael Cristofer e Pedro Gerety. Foi exibida no SBT em 2012 no Tele Seriados.
A série é influenciada por filmes de conspiração dos anos 1970, como Three Days of the Condor e The Parallax View, em que um personagem inocente está preso, e lentamente se desenrola, uma grande conspiração.

## Audiência
Rubicon estreou na AMC em 1 de agosto de 2010 como um bloco de duas horas, dois episódios. Com dois milhões de espectadores, sua estréia estabeleceu um recorde como a estréia de maior audiência de uma série original da AMC na época. No entanto, após os dois primeiros fins de semana, o número de espectadores caiu para 1,2 milhões.

## Cancelamento
Devido a índices de audiência baixos, em 11 de novembro de 2010, a AMC cancela Rubicon afirmando que o show tinha sido "uma oportunidade de contar uma história rica e atraente, e estamos orgulhosos da série. Esta não foi uma decisão fácil , mas estamos gratos por ter tido a oportunidade de trabalhar com uma equipe tão fenomenalmente talentoso e dedicado."

## Elenco
- James Badge Dale - Will Travers
- Miranda Richardson - Katherine Rhumor
- Arliss Howard - Kale Ingram
- Jessica Collins - Margaret "Maggie" Young
- Dallas Roberts - Miles Fiedler
- Christopher Evan Welch - Grant Test
- Lauren Hodges - Tanya MacGaffin
- Roger Robinson - Ed Bancroft
- Michael Cristofer - Truxton Spangler
- Peter Gerety - David Hadas
- David Rasche - James Wheeler

## Recepção da crítica
Em sua 1ª temporada, Rubicon teve recepção geralmente favorável por parte da crítica especializada. Com base de 28 avaliações profissionais, alcançou uma pontuação de 69% no Metacritic. Por votos dos usuários do site, atinge uma nota de 8.1, usada para avaliar a recepção do público.